# Com Amor, Creekwood
Com Amor, Creekwood é uma livro para jovens adultos da autora americana Becky Albertalli, com lançamento previsto para 30 de junho de 2020. O livro segue Leah on the Offbeat (2018) e serve como um epílogo para ele e Simon vs. the Homo Sapiens Agenda (2015).